# Brahmi

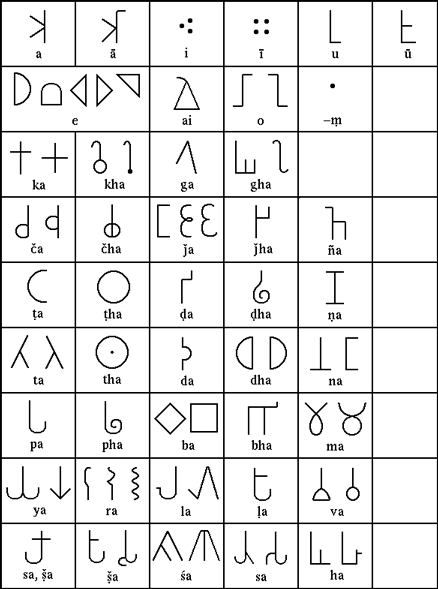
Tabell över bokstäver och symboler i den ursprungliga brahmiskriften

Brāhmi eller brāhmiskrift kallas en form av skrift som användes av indiske kung Ashoka redan på 200-talet f.Kr., och som sannolikt har arameiskt ursprung.
De flesta av de alfabet som idag används i indiska språk, såväl indoariska som dravidiska, är avledningar av brahmiskriften, och dessa alfabet brukar sägas tillhöra brahmifamiljen. Det viktigaste av dessa alfabet är idag devanagari.